# УКСП

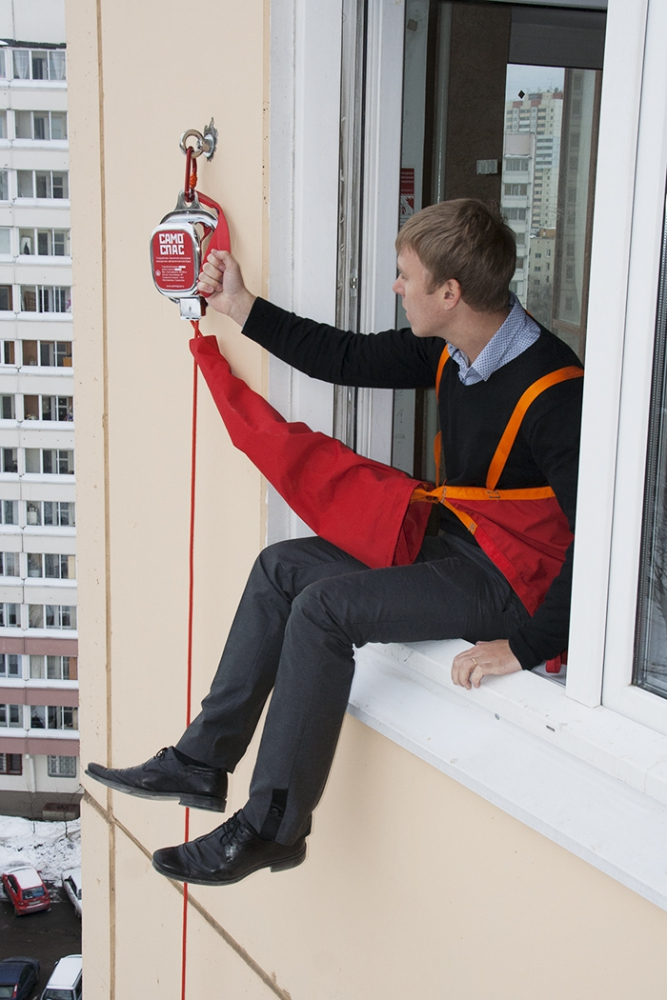
УКСП Самоспас

УКСП (устройство канатно-спускное пожарное) - спасательная система, состоящая из каната и тормозного устройства. Предназначена для эвакуации людей и самоспасания пожарных с высотных уровней сооружений, а также решения оперативно-тактических задач при тушении пожаров и проведении аварийно-спасательных работ. Подразделяются на автоматические (с автоматическим поддержанием скорости спуска) и ручные, в которых скорость спуска регулируется самими спускающимися или пожарным-спасателем. Может быть смонтировано как при строительстве здания, так и позднее.
Одна из модификаций УКСПА - модель «Самоспас», снабжённая двумя сиденьями (спасательными косынками), прикреплёнными к противоположным концам троса. Эта конструктивная особенность позволяет значительно ускорить работу системы - спускаясь, человек автоматически поднимает другое сиденье для спуска следующего. Модель позволяет эвакуировать людей и грузы с высоты до 300 метров. Устройство Самоспас было разработано в 2006 году под руководством Маликова Ильи Андреевича. 

## Преимущества и недостатки
УКСП незаменимо в случаях, когда основные пути эвакуации недоступны, к примеру, перекрыты пламенем. К его достоинствам относится простота использования (особенно автоматического варианта), к недостаткам – психологическая неготовность в буквальном смысле «шагнуть за окно», в частности у людей с боязнью высоты. Могут также возникнуть проблемы при спуске человека с излишним весом, так как устройства, согласно ГОСТу рассчитаны на максимальную нагрузку в 120 килограмм. Впрочем, у некоторых моделей это ограничение может составлять 200 килограмм и более. 

## Использование в Российской Федерации
В России массовая установка УКПС началась после пожара Сбербанка во Владивостоке. После трагедии в «Зимней вишне» член Совета Федерации Алексей Александров предложил оборудовать УКСПА «Самоспас» все бюджетные учреждения,.